# Сьюзан Сто Гелитская
Сьюзан Сто Гелитская (англ. Susan Sto Helit) — персонаж книг серии «Плоский мир» Терри Пратчетта. Дочь Мора и Изабель.
Сьюзан является приёмной внучкой Смерти, это определяет многие её необычные способности (например становиться невидимой или проходить сквозь стены) и в то же время сильно её тяготит. Сьюзан уверена, что мечтает быть самым обыкновенным человеком.

## Внешность
Стройная молодая женщина. Старается всегда выглядеть уверенной и строгой, и это у неё получается. Волосы Сьюзан абсолютно белые, кроме единственной угольно-чёрной пряди. Кроме того, иногда они сами, независимо от её желания, двигаются и произвольно меняют форму причёски.
На щеке у Сьюзан есть небольшое родимое пятно, проступающее тогда, когда она волнуется или злится. Пятно белое (поэтому его видно только на покрасневшем лице), в виде трёх полос и больше всего напоминает след удара костлявой рукой. Эта метка — напоминание о пощёчине, которую Смерть дал её отцу Мору в бытность Мора подмастерьем Смерти.

## Характер и отношения с людьми
Сьюзан — очень хладнокровный и здравомыслящий человек, вероятно, один из самых здравомыслящих персонажей Плоского мира. В школе она ненавидела литературу и историю и на этих уроках спокойно читала книги по математике и логике.
Способна быстро соображать перед лицом опасности, как следствие родства с самим Смертью, излишне самоуверена. Не любит, когда кто-нибудь вмешивается в её жизнь, достаточно замкнута. Тем не менее является талантливым педагогом и вообще хорошо ладит с детьми.
Несмотря на железный характер, Сьюзан присущи некоторые вполне человеческие слабости — например, для неё съеденная шоколадная конфета «не считается», если она оказалась с невкусной нугой.
Считает, что была бы куда счастливее, если бы не была внучкой Смерти. Тем не менее ей скучно общаться с обыкновенными людьми — в школе её лучшими подругами были гномиха и троллиха, а став взрослой, она полюбила ходить в «Заупокой» — трактир, который посещали в основном вампиры, вервольфы, потусторонние страшилы и тому подобная публика. Также она с удовольствием использует способности останавливать время, проходить сквозь стены (становясь прочнее чем сталь и проходя через твердые предметы как сквозь воздух) и делаться незаметной (отводя глаза), доставшиеся ей от дедушки, чтобы добиваться своих целей.
Впервые (за период её жизни, известный читателям) Сьюзан хоть как-то интересуется противоположным полом в юности, когда ей нравится Дион Селин. После, в последней книге цикла о Смерти «Вор Времени», появляются намеки на отношения с Лобзангом Луддом/Джереми Клокссоном, сыном Мгновена Вечно Удивленного и антропоморфной персонификации Времени.

## Профессия
В «Санта-Хрякусе» Сьюзан — гувернантка, на её попечении двое детей, брат и сестра, Твилла и Говейн. Предыдущая гувернантка запугала детей всевозможными чудовищами, которые теперь действительно материализуются, но знают об этом только сами дети и Сьюзан. Сьюзан избивает чудовищ кочергой, и дети чувствуют себя за ней как за каменной стеной.
В книге «Вор времени» она становится школьной учительницей. На своих уроках вместо демонстрации картинок и моделей она перемещает весь класс вместе с партами в разные места Плоского мира и даже во времени, при этом никто в тех местах не замечает появления детей. Однажды она даже водила класс в гости к своему дедушке. Дети очень любят её уроки, родители и другие учителя догадываются, что на уроках Сьюзан происходит нечто странное и немного пугающее, но не решаются прямо спросить об этом.
Когда Смерть Плоского мира покидает свой пост (а это происходит несколько раз за весь цикл о Плоском мире), Сьюзан «затягивает» на его место, и ей приходится выполнять его обязанности. Впрочем, она этого терпеть не может и у неё плохо получается — так, в «Роковой музыке» она не смогла забрать жизнь у Диона Селина, неожиданно почувствовав к нему симпатию.

## Необычные способности
Ещё в школе Сьюзан преуспевала во всех спортивных играх, связанных с размахиванием палкой, типa хоккея на траве. Тем не менее её никогда не брали в команду, потому что палкой она взмахивала с очень грозным видом и другие девочки её просто боялись.
При желании Сьюзан может говорить голосом Смерти — ВОТ ТАК. Приказ, произнесённый таким голосом, ещё никто не осмеливался не выполнить. Бармен Игорь в «Заупокое» заявляет, что говорить этим голосом, так же как и пить кровь бармена — нарушение правил заведения.
Если кто-то докучает Сьюзан, она может делаться незаметной — более того, человек даже забудет, что он собирался с ней говорить. Эту свою способность она использует с детства, наиболее часто и с наибольшим удовлетворением. При этом она, в отличие от большинства людей, всегда видит других существ, обладающих тем же даром быть незаметными — Смерть, зубную фею, Смерть Крыс.
Сьюзан умеет проходить сквозь стены и вообще сквозь твёрдые предметы, причём часто делает это случайно — в таких случаях, когда обычный человек ушибся бы, не заметив препятствие.
Также Сьюзан умеет останавливать время. Достаточно свободно манипулирует временем, способна выходить из основного временного потока, перемещаться через него или двигаться с такой скоростью с которой ей понадобится. Подобно Смерти иногда она вспоминает будущие события.
В «Воре времени» указано, что Сьюзан никогда не промахивалась, бросая мусор в урну — если надо, урна для этого сама пододвигалась.

## Детство
В раннем детстве Сьюзан водили в гости к дедушке, и у неё остались об этом отрывочные воспоминания. Как и все дети, она совсем не боялась его. Особенно хорошо ей запомнилось, как она кормила лошадь Смерти Бинки. Но после Мор решил, что его дочери не стоит знать о связи своей семьи со Смертью. Мор и Изабель старались вырастить Сьюзан рассудительной и скептически относящейся к чудесам (насколько это вообще возможно в мире, где волшебник — официальная и уважаемая профессия).
Её отдали в школу-пансион для девочек, причём в единственный пансион, где учили не только вышиванию и хорошим манерам, но и точным наукам и физкультуре. В классе девочки к ней относились с некоторым отчуждением, что её вполне устраивало.
Сьюзан потеряла родителей в возрасте шестнадцати лет. Она пережила это спокойно, во всяком случае, так казалось со стороны. Сьюзан вполне логично высказала своей учительнице, что слезами она всё равно не смогла бы ничего исправить.
По воспоминаниям Сьюзан о родителях можно узнать, что Мор стал кем-то вроде дипломата и постоянно примирял враждующих соседей-феодалов друг с другом. Про Изабель сообщается только то, что с возрастом её вкус и фигура явно изменились к лучшему.
Вскоре после смерти родителей Сьюзан вновь встретилась с дедушкой, и её мировоззрение сильно изменилось.

## Отношения с дедушкой
Смерть явно любит Сьюзан, и она старается относиться к нему тепло. Но это не всегда получается, и не только из-за пугающего образа Смерти — Сьюзан считает его слишком сумасбродным. Наверное, она единственный человек на всём Плоском мире, который относится к Смерти без всякого страха и немного снисходительно. В своих попытках быть хорошим дедушкой Смерть не преуспел, потому что он прямолинеен до абсурда и всё понимает буквально. Так, когда он делал качели для маленькой Сьюзан, он закрепил их на дереве на двух толстых ветках, но эти ветки были по разные стороны ствола. Поэтому Смерть просто выпилил цилиндрический кусок из середины ствола, а чтобы верхняя часть не упала, поставил с боков подпорки. На страшдественской открытке для Сьюзан Смерть поместил снег и малиновку, но снег растаял и потёк, а малиновка не захотела оставаться на открытке и улетела.
Тем не менее в споре со Сьюзан, когда речь идёт о важных вещах, Смерть может становиться очень серьёзным и грозным, подчёркивая, что он не кто-нибудь, а Мрачный Жнец.
Обычно, когда Смерть куда-то пропадает, Сьюзан сообщают об этом Смерть Крыс и его переводчик — ворон. Сьюзан считает их ужасно надоедливыми.

## Упоминается в книгах
- «Роковая музыка»
- «Санта-Хрякус»
- «Вор времени»

## В экранизациях
- В мультфильме «Роковая музыка» Сьюзан озвучила Дебра Жиллет (en:Debra Gillett).
- В фильме «Санта-Хрякус» в роли Сьюзан снималась Мишель Докери.

## В компьютерных играх
- Сьюзан присутствует в игре «Discworld II».